# Ash-Hollow-Formation
Die Ash-Hollow-Formation ist eine lithostratigraphische Formation im zentralen Nordamerika und erstreckt sich hauptsächlich über die US-Bundesstaaten Nebraska, South Dakota und Wyoming. Bekannt ist sie für ihre hervorragend erhaltenen und teilweise in Massen vorkommenden Wirbeltierfossilien. Es handelt sich um durch langsam fließende Gewässer abgelagerte Sedimente, in denen ein dickes Paket vulkanischer Asche (englisch ash) eingelagert ist. Die gesamte Formation datiert in das Obere Miozän vor rund sieben bis zwölf Millionen Jahren.

## Geologischer Rahmen
Die Ash-Hollow-Formation bedeckt große Teile der Großen Ebenen im zentralen Nordamerika und zählt zu den geologischen Ablagerungen der Ogallala-Gruppe, deren oberstes Schichtglied sie bildet. Die gesamte Gruppe überlagert die oligozäne und frühmiozäne Arikaree-Gruppe. Die Ogallala-Gruppe kann in mehrere Formationen unterteilt werden. Im Liegenden befinden sich die Sande und Silte der Valentine-Formation, im Hangenden folgen nach einem Hiatus verschiedene Sedimentkörper. Im östlichen Verbreitungsgebiet sind dies lockere Sande und Kiese der Long-Pine-Formation, während es im westlichen Bereich die Broadwater-Formation ist. Beide sind in das Pliozän frühe Pleistozän zu stellen.

## Aufbau und Lithologie

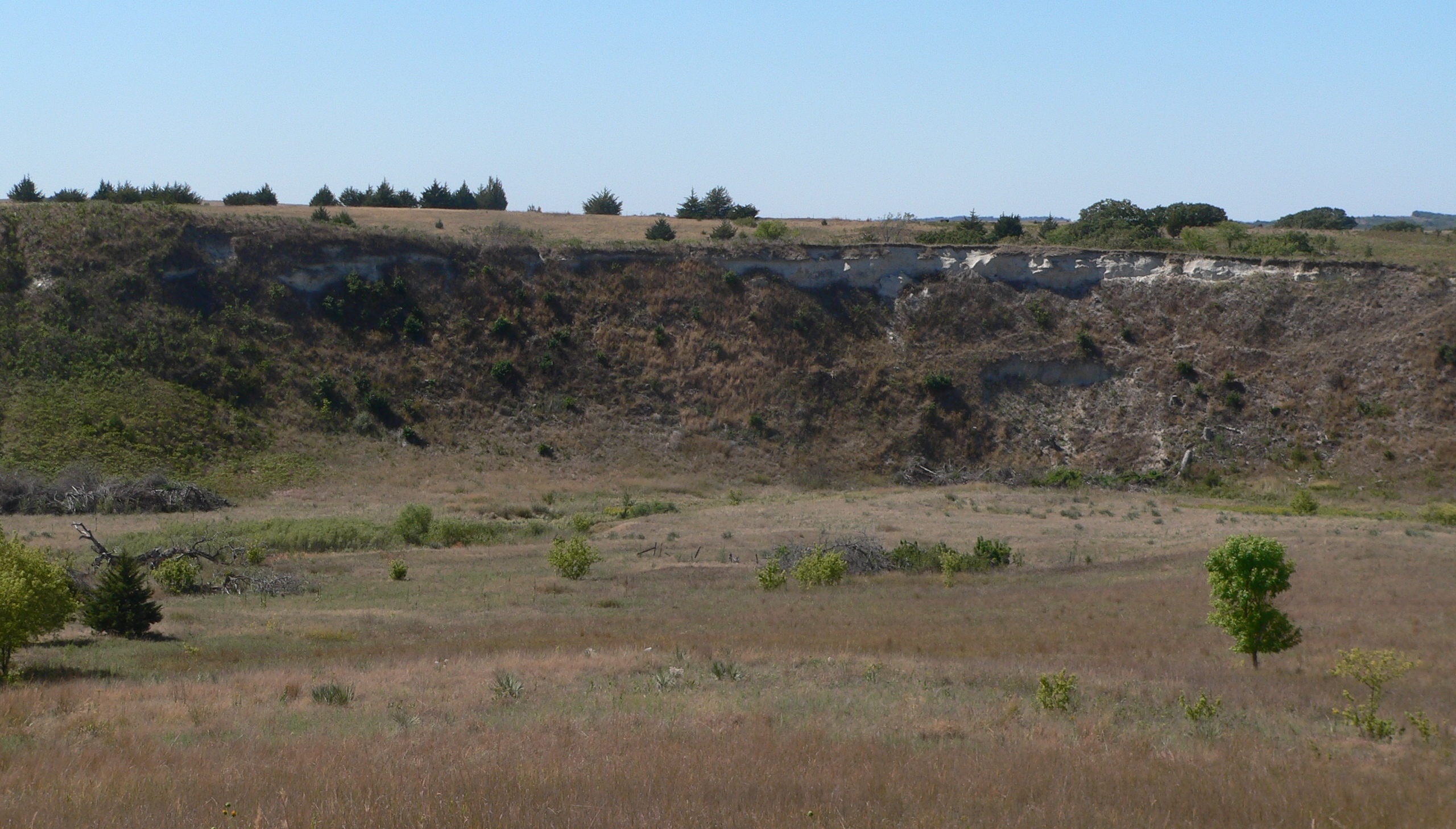
Aufschluss der Ash-Hollow-Formation (helles Band unterhalb der Geländeoberkante) im Ashfall Fossil Beds State Historical Park in Nebraska

Die Formation besteht hauptsächlich aus durch Kalk zementierten und dadurch bankig ausgebildeten festen Sanden und Sandsteinen, in denen Linsen von Konglomeraten eingearbeitet sind. Die gesamte Ablagerungseinheit erreicht bis zu 60 m Mächtigkeit und wird in das untere Cap Rock Member und das obere Merritt Dam Member gegliedert. Sie entstand beim Anschwemmen von Sedimentmaterial während einzelner Überflutungsphasen, welches dann in Trockenphasen durch Chemische Verwitterung miteinander verbacken wurde. Im unteren Teil dieser festen Ablagerungen, im Cap Rock Member, befindet sich eine Schicht aus heller, weiß gefärbter vulkanischer Asche, die zwischen 30 cm und 3 m dick ist und die teilweise von lockeren kiesigen Sanden unterlagert wird. Diese Aschelage wird als Ashfall Fossil Beds bezeichnet, sie ist aber nicht durchgehend ausgebildet, sondern formt mehr oder weniger große Linsen. Zusammengesetzt ist die Asche zu nahezu 100 % aus glasigen Rhyolithen, die einen Durchmesser von 70 bis 200 µm aufweisen, mit einem Durchschnitt von 90 µm. Eine weitere Ascheschicht folgt mit der Grove Lake ash im Merritt Dam Member. Messdaten, die in den 1970er Jahren an den Vulkanaschen mit Hilfe der Fission-Track-Datierung gewonnen wurden, geben der unteren Aschelage ein Alter von rund 8, der oberen von rund 6,8 Millionen Jahren. Jüngere Untersuchungen mit der Uran-Blei-Methode aus dem Jahr 2018 datieren die Ashfall Fossil Beds auf rund 11,8 und die Grove Lake ash auf rund 6,4 Millionen Jahren. Der Ursprung beider Ascheschichten liegt in mehreren katastrophalen Vulkanausbrüchen. Die Ashfall Fossil Beds werden dabei dem Bruneau-Jarbridge-Vulkan zugesprochen, der sich etwa 1400 km westlich im heutigen Idaho befindet und im Zeitraum vor 12,7 bis 10,5 Millionen Jahren in eine sehr aktive Phase trat. Für die jüngere Grove Lake ash kommt das Heise-Vulkanfeld in Frage, das ebenfalls in Idaho liegt. Dieses zeigte vor 6,6 bis 4,3 Millionen Jahren höhere Aktivitäten auf. Den Altersdaten zufolge gehört die Ash-Hollow-Formation damit in das Obere Miozän (lokalstratigraphisch Clarendonium bis Frühes Hemphillium).

## Fossilfunde
Die Fossilerhaltung ist hervorragend und gibt der Ash-Hollow-Formation die Eigenschaften einer Konservat- und Konzentratlagerstätte gleichzeitig. Hervorzuheben sind hier die Ashfall Fossil Beds im unteren Cap Rock Member. Nach den Fossilfundfstelle ist der gleichnamigen State Historical Park im Osten Nebraskas benannt. Hier wurden massenhafte Anhäufungen von teils vollständigen Skeletten ausgegraben, aber auch der Ash Hollow State Historical Park ist eine bedeutende Fossilfundstelle, ebenso wie der Lemoyne Quarry. beide im westlichen Nebraska gelegen. Der überwiegende Teil der Funde stammt aus der vulkanischen Ascheschicht, die dortigen Lebewesen kamen beim Vulkanausbruch ums Leben. Einzelne Funde stammen auch aus den liegenden und hangenden Sandschichten, haben aber keine unmittelbare Beziehung zu den Fossilien der Ascheschicht. Mittlerweile existieren über zweihundert fossilführende Aufschlüsse innerhalb der Formation, die eine sehr gute Rekonstruktion der damaligen Landschaft ermöglichen.

### Flora
Mehr als 30 Pflanzenarten konnten bisher dokumentiert werden, meist in Form von Pollen oder Samen, selten als ganze Blätter oder als Holzreste. Unter den Pflanzen gehören fast die Hälfte zu Gräsern. Darunter befinden sich Vertreter von Gattungen wie Piptochaetium, Stipa und Nassella, die heute in offenen Landschaften in Südamerika verbreitet sind. Sehr häufig treten daneben auch Berriochloa-Gräser auf, die allein wenigstens fünf Arten umfassen, auch Reisgräser sind nachgewiesen. Weiterhin dominant sind Raublattgewächse wie Anchusa, Cryptantha und Biorbia. Unter den Samen sind jene des Zürgelbaums nachgewiesen. Unter den Algen sind weiterhin Diatomeen und Charophyten bekannt.

### Fauna

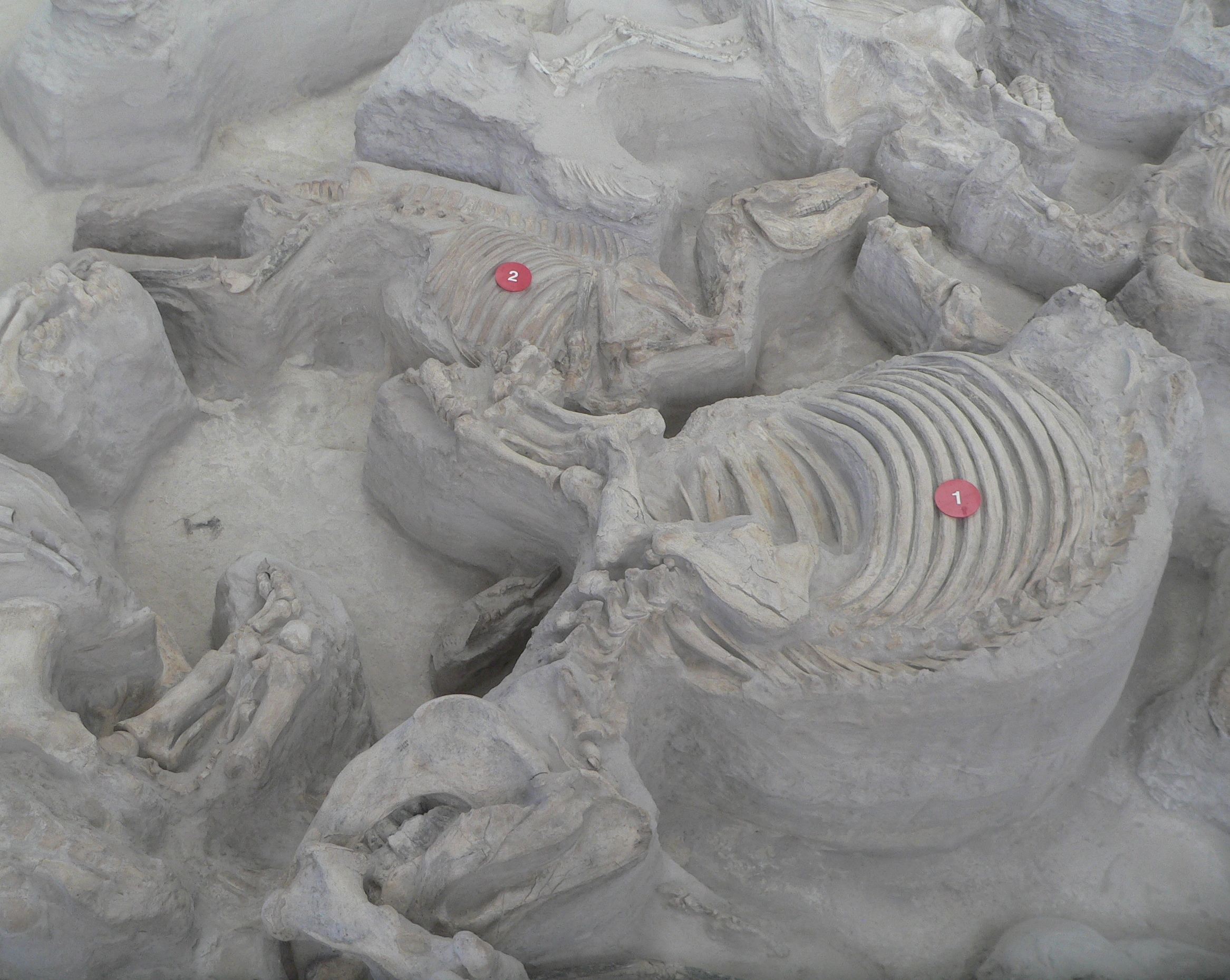
Funde eines Teleoceras- (1) und eines Cormohipparion-Skelettes (2) im Ashfall Fossil Beds State Historical Park in Nebraska

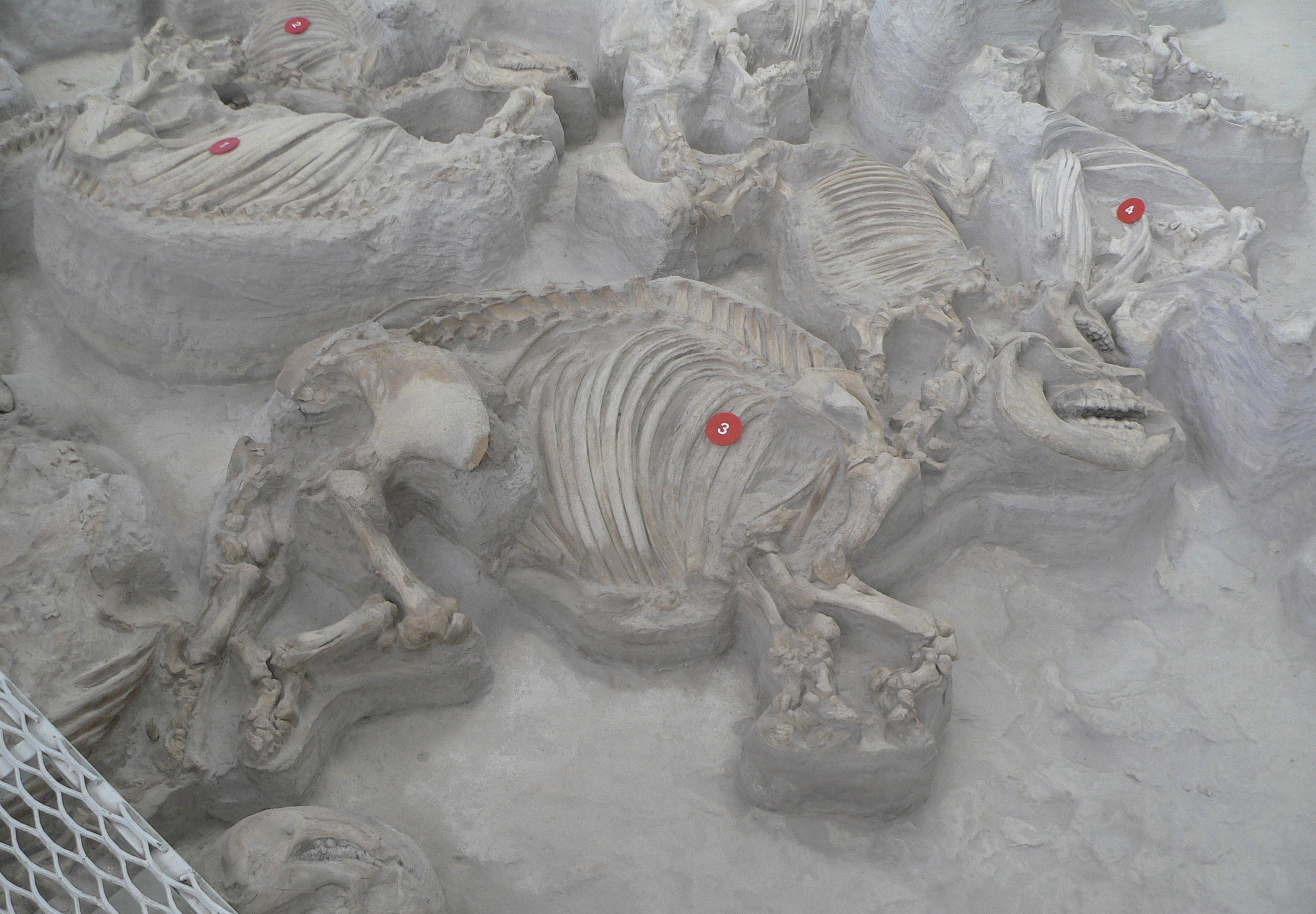
Funde eines weiblichen Teleoceras-Skelettes (3) und eines Nashornkalbes direkt darüber im Ashfall Fossil Beds State Historical Park in Nebraska

Die reiche Tierwelt umfasst Vertebraten und Invertebraten. Unter den Wirbellosen sind häufig Mollusken, Ostrakoden und Schwämme, die meist durch ihre harten Kalkschalen bzw. dem Kalkskelett überliefert sind. Alle diese Funde sind mit Frischwasserquellen in Verbindung zu bringen.
Am umfangreichsten und bedeutendsten sind aber die Wirbeltierfunde, sehr reichhaltig ist die Säugetierfauna. Größtes vorkommendes Tier ist Serridentinus, ein bis zu 5 t schweres, zu den Gomphotherien zu zählendes Rüsseltier mit vier Stoßzähnen. Sehr häufig sind Unpaarhufer, wobei Nashörner mit Teleoceras den größten Anteil haben. Bisher sind über einhundert, teils vollständige Skelette bekannt und geben einen guten Einblick in das Leben dieses nur ein kleines Horn tragendes und mit einem walzenförmigen Körper ausgestatteten Tier, das bis zu 2 t wog und der dominante Pflanzenfresser jener Zeit war. Pferde sind allein mit fünf Gattungen belegt: die jeweils dreizehigen Pseudhipparion, Cormohipparion, Neohipparion und die einhufigen Pliohippus und Protohippus. Ein vollständiges Skelett von Tapirus stellt einen der frühesten Nachweise dieser Gattung in Nordamerika dar. Zu den Paarhufern gehören vor allem drei Gattungen der Kamele, so das charakteristische, riesige, über 1 t schwere und mit einem giraffenartig langen Hals ausgestattete Aepycamelus und die beiden, heutigen Vertretern ähnelnden Procamelus und Protolabis. Darüber hinaus kommt mit Longirostromeryx ein rehartiges Tier mit säbelzahnförmigen Eckzähnen vor. Unter den Raubtieren sind mit Cynarctus und Leptocyon zwei hundeartige Tiere zu nennen, wobei eine dritte Form anhand von Bissspuren an Knochen nachgewiesen ist. Amphimachairodus wiederum repräsentiert die Säbelzahnkatzen. Weiterhin bedeutend ist das Vorkommen des Bibers Dipoides und kleinerer Säugetiere, wie Mäuse, darunter Seiden-Taschenmäuse und Mylagaulus sowie mehrere Arten von Rotzahnspitzmäusen, Fledermäuse und Maulwürfe. Unter den Maulwürfen können einige Kieferreste von Lemoynea hervorgehoben werden, eine Form, die als einer der wenigen Nachweise der Desmane in Nordamerika zu betrachten ist.
Neben den Säugetieren sind auch Reste der Vogelwelt überliefert, so unter anderem ein Vorfahr des heutigen Kronenkranichs Balearica und des Greifvogels Apatosagittarus. Ein Teilskelett mit Schädel, Oberkörper und Flügelknochen von Centuriavis ist ein Hinweis auf die Fasanenartigen. In seiner Größe entsprach das Tier in etwa den heutigen Beifußhühnern. Unter den Reptilien sind neben Eidechsen auch Schlangen belegt, darunter Gummiboas, Amerikanische Kletternattern, Königsnattern, Wassernattern und die ausgestorbene Gattung Neonatrix. In der Regel blieben zumeist die Wirbel erhalten. Darüber hinaus sind zwei Schildkrötenvertreter erwähnenswert: die Riesenschildkröte Hesperotestudo, die durch teils vollständige, bis zu 120 cm lange Panzer nachgewiesen ist, und die Moschusschildkröte Sternotherus. Weiterhin kommen Frösche, Salamander und Fische vor.

### Landschaftsrekonstruktion
Anhand der Fossilreste und der sedimentologischen Bedingungen kann auf eine offene, weitgehend flache Savannenlandschaft geschlossen werden, die nur sporadisch von Bäumen durchsetzt war. Diese war von großen, auf Grasnahrung spezialisierten Pflanzenfressern bewohnt. Einzelne gemeinsame Funde von Nashornkühen mit nahe beieinander liegenden Kälbern, aber auch Pferdestuten mit Fohlen lassen auf einen engen Sozialverband bei diesen Tieren schließen. Hervorzuheben sind dabei auch die Berriochloa-Gräser, die teilweise als verklumpte Reste in einigen Maulpartien von Nashornschädeln gefunden wurden und angeben, dass diese eine bevorzugte Nahrung dieser Tiere waren. Ein weiterer interessanter Befund sind kleine, verfüllte Höhlen mit Samenansammlungen und Resten von Zwergmäusen, die offensichtlich Reste der Nahrungsspeicher dieser Kleinsäuger darstellen. In diesen Landschaften kam es, wie es die feinkörnigen Sedimente zeigen, periodisch zu Überschwemmungen. Das Klima war mild und frostfrei.

### Todesursache
Die rekonstruierte savannenartige Landschaft wurde durch den Vulkanausbruch des Bruneau-Jarbridge-Vulkans abrupt gestört und durch eine bis zu mehrere Meter mächtige Aschelage bedeckt. Die unzähligen Fossilreste gehen auf ein Massensterben zurück, das direkt durch die Ascheablagerungen bedingt wurde. Die größeren Huftiere erlagen allerdings wohl eher aufgrund einer langfristigen Belastung durch die vulkanische Asche und starben nicht direkt im Zuge des Vulkanausbruches. Darauf deuteten mehrere Faktoren hin. So lässt sich eine vertikale Abfolge der Fossilien feststellen, deren einzelne Lagen jeweils durch 10 bis 15 cm fossilfreie Aschen getrennt sind. Zuunterst finden sich zumeist fragmentierte Reste von kleinen Tieren wie Schildkröten und Wasservögeln. Darauf folgen mittelgroße Tiere, etwa Kamele und Pferde. Erst darüber, gut 25 cm über der Basis der Asche, zeigen sich die großen Skelette der Nashörner. Diese vertikale Gliederung lässt eine Todesabfolge annehmen, die direkt mit der Körpergröße einherging. Zudem konnten an den Knochen der größeren Huftiere abnorme Knochenschwellungen festgestellt werden, die der hypertrophen Osteoarthropathie ähneln. Die Schwellungen wiederum sind auf Schädigungen der Lunge zurückzuführen, wie sie etwa bei der längeren Einatmung der Vulkanasche entstehen können.

## Forschungsgeschichte

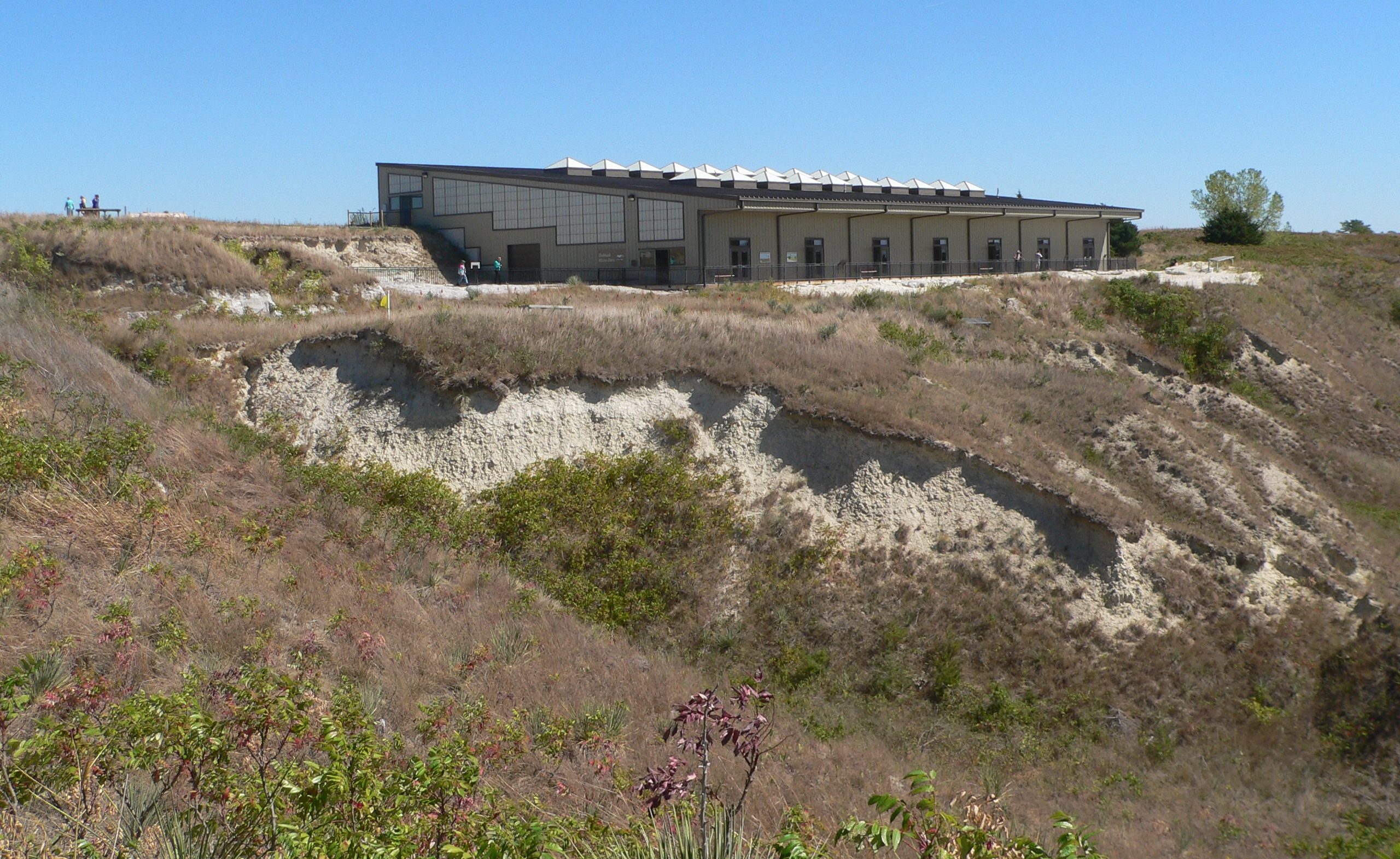
Hubbard Rhino Barn im Ashfall Fossil Beds State Historical Park in Nebraska

Die ersten Funde wurden bereits in den 1920er Jahren bekannt, als Jugendliche einige Knochen an einem Hangaufschluss entdeckten. Im Jahr 1953 fand Donald Peterson einen nahezu vollständigen Nashornschädel, der heute im Museum des Ashfall Fossil Beds State Historical Park zu sehen ist. Starker Frühjahrsregen spülte 1971 den Schädel eines jungen Nashorns auf dem Gelände der Colson-Farm frei, welcher später durch den Paläontologen Mike Voorhies dokumentiert wurde. Voorhies führte seit 1969 regelmäßig geologische Untersuchungen in diesem Gebiet durch. Dies weitere Nashornfund führte schließlich zu gezielten wissenschaftlichen Untersuchungen, die zwischen 1977 und 1979 durchgeführt wurden und die Entdeckung unzähliger fossiler Reste auf einer Grabungsfläche von mehr als 600 m² beinhalteten. Aus diesen Ausgrabungen resultierte 1991 die Gründung des Ashfall Fossil Beds State Historical Park, wobei ein über 180 m² großes, überdachtes Grabungsgelände die nun jährlich stattfindenden Untersuchungen ermöglichte. Nach der Beendigung dieser Ausgrabungen und zur Weiterführung neuer wurde dieses im Jahr 2007 durch den mehr als 1600 m² großen Bau Hubbard Rhino Barn ersetzt.